# Vigneulles-lès-Hattonchâtel

Vigneulles-lès-Hattonchâtel este o comună în departamentul Meuse din nord-estul Franței. În 2010 avea o populație de 1.551 de locuitori.

## Evoluția populației
| An        | 1975  | 1982  | 1990  | 1999  | 2006  | 2010  |
| --------- | ----- | ----- | ----- | ----- | ----- | ----- |
| Populație | 1.250 | 1.245 | 1.355 | 1.371 | 1.514 | 1.551 |